# 필옵틱스
주식회사 필옵틱스(영어: Philoptics)는 대한민국의 디스플레이 제조용 기계 기업으로, 본사는 경기도 오산시 지곶중앙로 1-19에 있다.

## 역사
- 2008년 2월 8일: 회사 설립 (경기도 군포시 금정동 1-27, 4층)
- 2011년 2월 26일: 본점 이전 (경기도 수원시 권선구 고색동 987-11)
- 2013년 9월 4일: 본점 이전 (경기도 수원시 권선구 산업로 156번길 17)
- 2020년 4월 1일: 에너지사업 물적분할 (주식회사 필에너지 설립)
- 2021년 3월 29일: 본점 이전(경기도 오산시 지곶중앙로 1-19(세교동))